# Georges Menahem
 (juin 2025).
- Si vous ne connaissez pas le sujet, laissez ce bandeau (vous pouvez alors contacter les auteurs).
- Si vous supprimez le contenu mis en cause (vous pouvez préalablement contacter les auteurs),

argumentez précisément cette suppression dans la page de discussion
(un manque de référence n'est pas un argument ; une recherche réelle de référence doit avoir été effectuée, être formellement documentée).
Georges Menahem, né le 10 juillet 1944, est un sociologue et économiste français, par ailleurs militant altermondialiste.
 (août 2025).

## Parcours
Georges Menahem s'est d'abord formé en mathématiques et en physique, en suivant la trace de son oncle maternel, Jacques Labeyrie, alors physicien au CEA. Ses premières recherches ont porté sur la radioastronomie à la station de radioastronomie de Nançay et à l'observatoire de Jodrell Bank, puis sur la physique du solide dans un laboratoire de l'Université Grenoble-I. Mais un grave accident l'a obligé à abandonner les sciences exactes. Après 1975, ses premiers travaux en sciences sociales ont concerné la sociologie des sciences puis la sociologie du travail. À partir de 1978, il s'est tourné vers la sociologie de la famille, puis celle des trajectoires biographiques, en s'appuyant en particulier sur les grandes enquêtes du CREDOC. Une fois intégré au CNRS, il a pu mettre à l'épreuve ses hypothèses concernant la typologie des structures familiales sur des enquêtes de l'INSEE, ceci en tant que chargé de mission à la division "Conditions de vie des ménages" de l'INSEE. Ces travaux statistiques l'ont conduit à développer sa typologie des modes d'organisation des familles, puis à formuler des hypothèses sur les liens du choix des conjoints avec leur passé familial, d'où d'autres résultats qui l'ont conduit, après 1990, vers la sociologie de la santé. Il a alors développé dans le cadre de l’IRDES des recherches dans ces deux derniers domaines à propos des déterminants de la santé et des logiques de recours aux soins des personnes en situation de précarité.
Militant ouvrier dans les années 1970, à la Compagnie des compteurs de Montrouge, Georges Menahem a participé en 1998 aux démarrages de l’association ATTAC et est membre de son conseil scientifique depuis 1999. Il milite depuis 2013 avec l'organisation internationale End Ecocide on Earth.

## Activités scientifiques
Georges Menahem est directeur de recherche au CNRS retraité. Après avoir effectué des recherches en physique, et également sur ses déterminants, puis en sociologie du travail, de la famille et de la santé, il poursuit maintenant à la Maison des sciences de l'homme Paris Nord (MSHPN) des travaux portant sur les comparaisons internationales des indicateurs économiques et de la soutenabilité écologique des sociétés.

### De l'étude des déterminants du développement scientifique à l'analyse des savoirs ouvriers
Les premiers travaux sociologiques de Georges Menahem ont porté sur les déterminants de deux types très différents de connaissance. D'abord, il a mis en lumière l'importance des dites "conditions externes" du développement des sciences, avec en particulier la mainmise au cours du vingtième siècle des militaires sur l'orientation du développement scientifique. Il s’est notamment interrogé sur trois points : les relations entre la communauté scientifique et les institutions militaires ; les fondements du pouvoir exercé par la science dans les sociétés industrialisées ; la nature et les ressorts du pouvoir militaire. Les propos de ce premier livre, La science et le militaire publié au Seuil, ont été repris par Maurice T. Maschino dans son article « Le crépuscule des mandarins », notamment quand il a écrit “ le chercheur lui-même s’abuse sur le sens de son entreprise : « Il croit travailler sur les infrarouges et il ne fait que préparer de nouveaux systèmes de détection de missiles ou de guérilleros thaïlandais, écrit Georges Menahem. Il est persuadé qu’il ne fait que s’intéresser au langage des poissons océaniens et il contribue à la mise au point de procédés de brouillage des sonars adverses. Dans la majorité des cas, l’origine comme le résultat de son activité lui échappent. »
Dans un tout autre domaine de l'épistémologie des connaissances, il est ensuite revenu sur son expérience du travail en usine en menant avec deux sociologues, Yves Lescot et Patrick Pharo, une analyse approfondie des savoirs ouvriers
. Ils y montraient notamment en quoi les connaissances ouvrières sont développées et organisées comme de véritables savoirs sociaux utilisés en premier lieu en tant qu'instruments de lutte contre les formes particulières de leur exploitation.

### De la sociologie de la famille à la sociologie de la santé
Dans un article paru en 1979 sur les « mutations de la famille », Georges Menahem a analysé les rapports socioéconomiques entre l’organisation familiale et la société. Pour en rendre compte, il a formulé l’hypothèse de l’existence de trois types d’organisation des familles :
- la famille patrimoniale structurée hiérarchiquement d’abord en fonction des impératifs de la reproduction d’un patrimoine économique (petite exploitation agricole, artisanale, ou profession libérale, etc.) [10] ;
- la famille conjugale organisée pour assurer la reproduction de la force de travail de l’homme salarié, ce qui est associé également avec une position d’autorité du chef de famille ;
- la famille associative[11] dont les rapports plus égalitaires entre la femme et l’homme soutiennent le double projet professionnel des conjoints, ces activités légitimant un plus grand partage des tâches. Un tel type de famille a été précédemment identifié et nommé "famille à double carrière", selon les enquêtes menées par le couple de sociologues Rhona et Robert Rappoport (1969)[12]. Cette conception de rapports domestiques plus égalitaires dans la famille associative a été estimée comme « idéologique » par Chantal Nicole-Drancourt[13].

Cherchant à confronter sa typologie théorique avec les données d’enquêtes statistiques, il a été amené à complexifier son modèle. Dans son article de 1988, il a montré que deux univers de référence distincts, traditionnel ou moderniste, peuvent se traduire dans des modalités différentes d’organisation des types associatif, conjugal ou patrimonial de famille.

Il s’est en même temps interrogé sur la filiation de ces différents modèles d’organisation et a notamment montré que les conjointes des familles associatives sont plus fréquemment originaires de familles où leurs mères étaient actives lors de leur jeunesse ; de plus, dans les cas où leurs mères étaient au foyer, leurs parents étaient plus fréquemment en conflit, situation qui n’incite guère à reproduire le modèle familial de subordination de la femme à l’homme.
Suivant la trace du rôle des conflits familiaux, Georges Menahem a mené des investigations approfondies dans les enquêtes de l’INSEE en tirant parti des questions introduites par Jean-Louis Borkowski dès 1978. Ces exploitations de l'enquête dite "Situations défavorisées" l’ont conduit dès les années 1989-1990 à d’autres découvertes concernant les rapports au risque et le champ de la santé. En analysant systématiquement les caractères des individus qui avaient déclaré avoir connu dans leur enfance de graves problèmes de mésentente entre leurs parents, il a constaté non seulement qu’ils connaissaient de plus fréquents problèmes de santé à l’âge adulte mais aussi qu’ils prenaient plus souvent des risques, buvant et fumant davantage et connaissant des accidents de la route et des incidents de paiement eux aussi plus fréquents. Il faut noter que ces résultats ont été confirmés notamment par les enquêtes de l'INED lancées en 1995 par Maryse Marpsat et Jean-Marie Firdion sur les trajectoires suivies par les personnes ayant vécu des problèmes graves dans l'enfance et se trouvant plus fréquemment en situation de SDF (sans domicile fixe).

### Parcours en sciences économiques: de la modélisation du risque programmé aux indicateurs de sécurité économique
Pour faire le lien entre ses observations sociologiques des relations entre le passé familial des adultes et leurs comportements de santé, Georges Menahem s'est d’abord inspiré des hypothèses du professeur canadien Gerald Wilde sur l'existence d'un « niveau de risque programmé ». L’économiste français a ainsi construit son propre système d’hypothèses en matière de santé et a pu le valider à l’aide de modèles économétriques fondés sur les données de trois grandes enquêtes représentatives de l’INSEE,,. Au niveau macroéconomique, il a ensuite construit des indicateurs alternatifs de sécurité économique en s’inspirant des modèles de Guy Standing. L’ensemble de ses travaux a finalement été reconnu par le CNRS qui lui a attribué le grade de directeur de recherche CNRS en sciences économiques. À ce titre, Georges Menahem a pu encadrer notamment la thèse en sciences économiques de Ramzi Hadji sur La quantification du progrès social, Application aux pays européens et approfondissement sur le cas de l’Algérie, soutenue en 2011 à l'Université Paris XIII.

#### L'application de la théorie de Gerald Wilde sur l’homéostasie du risque aux comportements de santé
Dans Le risque Cible, version traduite de Target Risk 3, Gerald Wilde, professeur canadien émérite de psychologie à la ‘’Queen’s University’’ de Kingston invite à une réflexion sur le risque et son corollaire, la sécurité, à partir de sa Théorie de l’Homéostasie du Risque (THR). Georges Menahem s'est efforcé d'adapter en 1996 cette théorie de Wilde aux comportements en matière de santé : selon un sociologue de l'Université de Bourgogne Franche-Comté, il a réussi à montrer en quoi « l’individu prend ou non la décision de se soigner selon que le niveau du risque qu’il a perçu a atteint ou pas le ‘Target level of risk“ qui fixe individuellement un seuil de risque acceptable. Le choix du type de recours (soins médicaux, soins d’urgence, automédication, etc.) dépend aussi de l’estimation du niveau de risque.».

En pratique, dans les années 1994 à 1997, Georges Menahem a élaboré en deux temps une véritable microéconomie des attitudes à l’égard de la santé. Il a d’abord estimé les niveaux du risque accepté par les individus, leur dit « risque programmé », à partir des réponses qu’ils avaient données dans l’enquête de l’INSEE dite “Situations défavorisées 1978-1979“ en ce qui concerne les accidents et les incidents de paiement qu'ils avaient subis. Puis il a testé à l’aide de modèles économétriques en quoi ce niveau de risque programmé permettait de modéliser 18 types de déclarations de maladie, et à la fois les comportements tabagiques et les consommations médicales en matière de maladies respiratoires.

#### Des estimations de la sécurité économique procurée par l’État social
Georges Menahem a analysé également l’inverse du risque individuel, à savoir la sécurité économique des populations. Il considère ainsi, selon Mostefa Belmokaddem, professeur de l’Université de Tlemcen, que « l’État social contribue à la sécurité économique de ses ressortissants [et] les protège contre le risque de ne pas disposer de revenus suffisants. Dans chaque pays, la diversité des combinaisons de prestations, d’aides ou d’allocations qui contribuent à cette sécurité est considérable. Leurs résultats en matière de réduction de la pauvreté sont également très inégaux.» 

Comment évaluer les différents niveaux de la sécurité fournie par les prestations sociales ? Un économiste marocain explique que « L’indicateur de sécurité est un indicateur mis au point en France en 2005 par Georges Menahem, nommé aussi “taux de sécurité économique“ (TSE). Son rôle est de maintenir le développement de la sécurité économique des ressortissants d’un pays donné. Une part essentielle du TSE est le taux de sécurité démarchandisée (TSD), un indicateur qui différencie les pays selon leurs niveau des revenus issus des droits sociaux garantis par les institutions essentiellement en dehors du marché. »
Georges Menahem a construit concrètement son taux de sécurité économique afin de mesurer le degré de couverture des résidents d'un pays contre le risque de pauvreté monétaire. Il est relatif et égal, pour un pays, au rapport entre la moyenne des revenus que touchent les habitants tout au long de leur vie adulte, qu'ils soient actifs ou inactifs, et un dénominateur représentant le niveau de vie moyen des actifs ayant un emploi. Cet indicateur est aussi synthétique dans la mesure où il prend en compte de manière négative l'insécurité des personnes vivant sous le seuil de pauvreté.

#### Des comparaisons de la sécurité démarchandisée fournie par différents États
Le professeur Belmokaddem de l'Université de Tlemcen a noté par ailleurs dans son article de 2010 que "Georges Menahem a évalué en 2007 les TSD dans un ensemble de pays européens. Selon lui, « son étude montre que les pays du Nord (Norvège, Suède, Danemark, Finlande, Pays-Bas), à tradition socio-démocrate d’intervention publique forte, ont dans l’ensemble un système social qui assure une grande sécurité économique. Les pays d’Europe centrale et orientale (PECO) atteignent à peine un TSD de 6%; viennent ensuite les pays continentaux et le Royaume-Uni dont le TSD dépasse les 13% puis les pays du Nord qui culminent au-delà de 22%. Les pays du Sud (Italie, Grèce, Espagne ont eux des TSD qui vont de +5% à +11% ». 

En pratique, Georges Menahem a réalisé les estimations du TSD dans 20 pays européens avec la collaboration de Veneta Cherilova, son étudiante bulgare, sur la base de données de l'Union européenne Eurostat. Dans un second stade, il a utilisé les données internationales du Luxembourg Income Survey pour élargir à 24 pays développés du monde entier sa comparaison des politiques sociales et de lutte contre la pauvreté. Il a précisé en 2007 dans sa communication à Madrid que les TSD de la France et de l’Allemagne sont situés dans la partie supérieure du classement, avant le Royaume-Uni. Le même indicateur appliqué aux États-Unis montre une forte chute depuis 1999 de la sécurité économique, laquelle s'est prolongée depuis la fin des années Clinton et s'est amplifiée sous l’administration Bush. 

## Activités militantes

### Dans le champ altermondialiste
Dans le cadre de l'organisation altermondialiste Attac, Georges Menahem a contribué à de nombreuses activités de son conseil scientifique. Il a coordonné dans les années 2000-2001 un groupe de travail sur les entreprises multinationales et a rédigé l'essentiel du livre Enquête au cœur des multinationales. Il y a aussi animé un groupe de travail du conseil scientifique sur les liens entre « Guerre et mondialisation ». Une bonne part de ses travaux se sont traduits dans plusieurs chapitres du livre Attac L’Empire de la guerre permanente.
Georges Menahem a travaillé également sur les stratégies européennes de défense dans le cadre de la Fondation Copernic[réf. nécessaire].

### Dans le domaine des indicateurs économiques
Dans le prolongement de ses activités de recherche sur les indicateurs de sécurité économique, Georges Menahem a été invité en 2008 par Jean Gadrey à participer au lancement du Forum pour d'autres indicateurs de richesse (FAIR), groupe de chercheurs et d'acteurs engagés dans l'action sociale qui ont voulu suivre de manière critique les activités de la Commission Stiglitz. Il a notamment contribué au rapport soulignant les apports et les limites des travaux de cette commission d'experts très peu liée avec les débats démocratiques.
Fin 2011, il a cherché avec le soutien de Jean Gadrey et du franco-brésilien André Abreu à engager FAIR dans la Conférence de l'ONU dite "Rio + 20". Il a préparé pour le compte de FAIR un événement (un "side-event") au sommet dit Rio + 20. Il l'a  présenté en juin 2012 avec Isabelle Cassiers et Muthiah Yogananthan afin de témoigner de la vision très critique de l'association concernant en particulier les indicateurs de la Banque mondiale et du PNUE qui visent par exemple à monétariser le capital naturel dans les indicateurs de richesse - procédé qui place la Chine à la première place, les dégradations de la nature y étant compensées par les progrès de son épargne financière et ses investissements dans l'éducation. Dans une interview par le journal anglais The Guardian,  Georges Menahem a déclaré que le nouvel indicateur dit "Indice de richesse inclusive" promu par l'UNEP et l'Université de l'ONU,  l'IWI, rendrait la situation environnementale mondiale encore pire s'il était adopté et généralisé, car il sous-estime l'érosion des ressources naturelles et surestime les éléments de la production tels que le PIB ou le capital humain.

### Dans le domaine de la justice climatique
Depuis la conférence climatique de Copenhague en 2009, à la suite du discours d'Evo Morales proposant la création d'un tribunal international climatique, Georges Menahem s'est engagé pour la mise en place d'une juridiction qui élargirait les compétences environnementales de la Cour pénale internationale. Il juge ainsi nécessaire de criminaliser les atteintes au climat.
Afin de développer les moyens légaux de défendre l'environnement, Georges Menahem a rejoint en mai 2013 l'équipe européenne qui cherchait depuis 2012 à promouvoir une initiative citoyenne européenne visant à poursuivre les actes générant des écocides[source insuffisante]. 
Ces divers engagements ont conduit Georges Menahem à s'engager dans la préparation de la COP21, notamment avec le mouvement Alternatiba : au niveau local, il a appelé à organiser un village « des alternatives au changement climatique » dans la ville de Caen en septembre 2015. D'avril 2014 à décembre 2015, il a représenté le mouvement End Ecocide on Earth.
En 2016, Georges Menahem a continué à intervenir dans le domaine de la justice environnementale, notamment en Ukraine à propos des pollutions considérables du Dniepr lors de deux conférences qu'il a prononcées à l'Université nationale de Zaporozhye[source insuffisante].

### Notice d'autorité
- Notices d'autorité :   - VIAF
  - ISNI
  - BnF (données)
  - IdRef
  - LCCN
  - Pays-Bas
  - Norvège
  - Tchéquie

### Webographie

#### Travaux récents en ligne
- 2025, « Des colonisations des États européens au colonialisme de L’État d’Israël », article dans Revue des Possibles, no 41, Paris, 22 janvier 2025
- 2019, « Peut-on limiter les pollutions libre des multinationales libres », article dans Revue des Possibles, no 21, Paris, 1er octobre 2019
- 2016, « Le tribunal contre Monsanto à La Haye », sur le site de Attac France, 3 novembre 2016
- 2016, « Prolonger l'histoire de la justice internationale avec un tribunal international de la justice climatique », in Des droits pour la Terre, Les Editions Utopia, Paris, France
- 2013, « Trois modèles de protection sociale en Europe de 1995 à 2010 », Revue des possibles, no 1, Paris, 29 octobre 2013
- 2012, « Beyond the GDP: toward social and environmental sustainability indicators », Side event présenté au nom de FAIR le 21 juin 2012 à la conférence des Nations unies dite Rio+20
- 2011, (avec Jean Gadrey et plusieurs membres du forum FAIR) Indicators For a More Sustainable and Inclusive World, in Site de l'UNCSD, 30 oct. 2011
- 2010, « How Can the Decommodified Security Ratio Assess Social Protection Systems? », LIS Working Papers Series, no 529, Luxembourg Income Study, Janvier 2010

#### Autres travaux en ligne
- 2007, « Prestations sociales, sécurité économique et croissance », Revue de l'OFCE, no 103, Paris, p. 291-322, décembre
- 2007, « The decommodified security ratio: A tool for assessing European social protection systems », International Social Security Review, Volume 60, Issue 4, page 69-103, Genève, octobre-décembre ; et en français « Le taux de sécurité démarchandisée : un outil d'évaluation des systèmes de protection sociale européens », Revue internationale de sécurité sociale, Genève : Aiss, vol. 60, issue 4, p. 73-110, 2007/10-12, octobre-décembre
- 2006, (avec Marc Collet et Hervé Picard), « Why patients attending free health centres seek care », Issues in health economics, no 113, octobre, IRDES, Paris, France
- 2006, (avec Marc Collet et  Hervé Picard), Medical reasons for using free healthcare centres and motives for using the services of consultants, biblio no 1627, 167 p., IRDES, Paris, France
- 2005, (avec Veneta Cherilova), « Inégalités de sécurité économique et aide à la famille dans l’Union européenne - La construction d’un indicateur de sécurité », Recherches et prévisions, no 79, p. 83-95, Paris, France
- 2003, (avec Marc Collet et  Valérie Paris), "Précarités, risque et santé", Questions d’économie de la santé, no 63, IRDES, Paris, France
- 2002, (avec Alice Beynet), Problèmes dentaires et précarité, IRDES, 164 p., Paris, France
- 2002, "An Exploratory Test of the Demand for Safety Model: Relationships Between Health Status, Wealth and Risk Behaviour", Document de travail IRDES, Paris, France
- 2000, "A target level of risk model of respiratory pathologies and smoking behaviour", (in Applied Economics, Vol. 31, Issue 6, p. 709-722), Londres
- 1998, "Maladie, recours aux soins et attitudes à l'égard du risque", Questions d’économie de la santé, no 9, IRDES, Paris, France